# Honky Tonk Women
Honky Tonk Women (englisch für ‚Kneipen-Frauen‘ oder ‚Spelunken-Weiber‘) ist ein Rocksong des britischen Songwriter-Duos Mick Jagger und Keith Richards. Das Stück erschien 1969 und wurde für ihre Band The Rolling Stones ein Nummer-eins-Hit. 

## Hintergrund
Jagger und Richards schrieben das Lied während eines Urlaubs in Brasilien. Den Jahreswechsel bis Anfang Januar 1969 wollten sie mit ihren Freundinnen an der Copacabana verbringen. Allerdings war es ihnen dort zu turbulent; sie waren froh über die Einladung eines Bekannten auf eine Ranch in der Nähe von São Paulo.
Dort erlebten sie, wie die brasilianischen Caipiras im Landesinneren von Brasilien ihr bäuerliches Leben lebten. Inspiriert von „Cowboys, Pferden und Sporen“, wie es Richards später ausdrückte, saßen sie auf der Veranda eines Bauernhauses und improvisierten Akkorde um einen alten Country-Song von Hank Williams.
Im Lied besingt Jagger, wie er mit zwei verschiedenen Honky-Tonk-Frauen zusammenkommt. Die erste ist eine „gin-soaked, bar-room queen“ (englisch für ‚Gin-getränkte Barkönigin‘) in der Stadt Memphis. Über die zweite spricht er als von einer geschiedenen Frau aus New York City. Wie so oft in Liedern der Rolling Stones wird der Text in Sprachbilder gepackt, die vage genug sind, um einen Sendebann in den Rundfunksendern zu vermeiden und trotzdem den Eindruck der Anzüglichkeit zu vermitteln.
Ein gutes Beispiel ist die Zeile „She blew my nose and then she blew my mind“ (englisch für ‚Sie blies meine Nase und dann meinen Verstand‘). Im englischen Sprachgebrauch weisen die Worte in die Richtung eines sexuellen oder drogenbezogenen Zusammenhangs, geben jedoch keinen ausreichenden Anlass für eine Zensur, weil nicht eindeutig nachvollziehbar wird, was genau gesagt wird.
Die Band spielte zwei Versionen des Titels ein: den weltbekannten Hit, der auf Single in den Verkauf kam, und eine zweite Version, genannt Country Honk mit leicht verändertem Text, die auf dem Album Let It Bleed zu finden ist. Im März 1969 begannen die Rolling Stones mit der Country-Variation Country Honk. Diese Sessions fanden noch unter Teilnahme des Gründungsmitglieds Brian Jones statt. Jones war wohl auch an diesen ersten Aufnahmen und Demotapes beteiligt. Wenig später verließ er die Band; kurz darauf starb er.
Etwa im Frühling 1969, noch bevor Mick Taylor der Gruppe beitrat, wurde das Lied zur bekannten Version entwickelt, die mit Kuhglocke und dem eingängigen E-Gitarren-Motiv startet. In einem Interview für das Musikmagazin Crawdaddy! hebt Richards Taylors Einfluss auf die weitere Entwicklung des Lieds hervor: „… the song was originally written as a real Hank Williams/Jimmie Rodgers/1930s country song. And it got turned around to this other thing by Mick Taylor, who got into a completely different feel, throwing it off the wall another way“ (englisch für ‚Der Song war ursprünglich als ein echter 1930er Hank-Williams/Jimmie-Rodgers-Country-Song geschrieben worden. Mit seinem komplett anderen Musikgefühl und wie er das Lied interpretierte, drehte mich Mick Taylor um‘). Taylor erinnerte sich 1979 jedoch folgendermaßen: „I definitely added something to Honky Tonk Women, but it was more or less complete by the time I arrived and did my overdubs“ (Ich ergänzte bestimmt das eine oder andere zu Honky Tonk Women, aber es war mehr oder weniger schon fertig, als ich meine Overdubs einspielte).
Die Single wurde in Großbritannien einen Tag nach Jones Tod veröffentlicht und eine Woche später in den Vereinigten Staaten. Sie erreichte 1969 für mehrere Wochen Platz eins in verschiedenen Charts, vor allem im englischsprachigen Raum. Auf der B-Seite der Single fand sich You Can’t Always Get What You Want. Honky Tonk Women war im Gegensatz zur Country-Version Country Honk niemals Teil eines Studioalbums.
Der Titel ist bis heute bei sehr vielen Konzertauftritten der Rolling Stones Bestandteil der Show. Immer wieder kündigte Jagger ihn als „a song for all the whores in the audience“ (englisch für ‚ein Lied für all die Huren im Publikum‘) an.

## Besetzung
- Bud Beadle – Saxophon
- Steve Gregory – Saxophon
- Mick Jagger – Gesang
- Jimmy Miller – Kuhglocke
- Reparata and the Delrons – Begleitstimmen
- Keith Richards – Gitarre, Rhythmusgitarre, Begleitstimme
- Ian Stewart – Klavier
- Mick Taylor – Gitarre
- Doris Troy – Begleitstimme
- Charlie Watts – Schlagzeug
- Nanette Workman – Begleitstimme (aufgeführt als “Nanette Newman”)
- Bill Wyman – Bassgitarre

## Rezeption
Als das Lied in die Charts kam, huldigte die Musikzeitschrift Rolling Stone Honky Tonk Women als „likely the strongest three minutes of rock and roll yet released in 1969“ (englisch für ‚die wohl stärksten drei Minuten des Rock and Roll, die 1969 bisher veröffentlicht wurden‘) und sie hätten es verdient, zwanzig Minuten zu dauern. Noch im April 2010 wurde das Lied auf Platz 116 in der Liste der Rolling Stone‘s 500 Greatest Songs of All Time geführt.

### Chartplatzierungen
| ChartsChartplatzierungen       | Höchstplatzierung | Wochen |
| ------------------------------ | ----------------- | ------ |
| Deutschland (GfK)              | 2 (16 Wo.)        | 16     |
| Österreich (Ö3)                | 4 (16 Wo.)        | 16     |
| Schweiz (IFPI)                 | 1 (13 Wo.)        | 13     |
| Vereinigtes Königreich (OCC)   | 1 (17 Wo.)        | 17     |
| Vereinigte Staaten (Billboard) | 1 (15 Wo.)        | 15     |

### Auszeichnungen für Musikverkäufe
Honky Tonk Women wurde 1969 mit einer Goldenen Schallplatte für über eine Million verkaufte Einheiten in den Vereinigten Staaten ausgezeichnet. Im Vereinigten Königreich konnte sich zunächst die physische Single über 250.000 Mal verkaufen, später verkaufte sich die digitale Variante über 200.000 Mal. Die weltweiten Verkäufe summieren sich auf über zwei Millionen verkaufter Singles.
| Land/Region                  | Auszeichnungen für Musikverkäufe (Land/Region, Auszeichnung, Verkäufe) | Verkäufe  |
| ---------------------------- | ---------------------------------------------------------------------- | --------- |
| Vereinigte Staaten (RIAA)    | Gold                                                                   | 1.000.000 |
| Vereinigtes Königreich (BPI) | Silber                                                                 | 450.000   |
| Insgesamt                    | 1× Silber · 1× Gold ·                                                  | 1.450.000 |

Hauptartikel: The Rolling Stones/Auszeichnungen für Musikverkäufe

## Interpretationen anderer Künstler
- Ike & Tina Turner spielten das Lied 1970 für ihr Album Come Together ein, und es wurde auch als B-Seite für zwei ihrer Singleauskopplungen daraus verwendet.[15]
- Alexis Korner, der Vater des britischen Blues und maßgebender Unterstützer der jungen Rolling Stones nahm den Titel für sein akustisches 1979er Album Me auf
- Waylon Jennings verwendete den Titel auf seiner 1970er Langspielplatte Singer of Sad Songs.
- Joe Cocker präsentierte den Song mit verändertem Text auf seinem Livealbum Mad Dogs & Englishmen aus dem Jahr 1970.
- Elton John singt und spielt das Lied am Klavier, nur begleitet von Schlagzeug und Bass, zu hören auf seinem Livealbum 17-11-70.
- Ricky Nelson nahm gemeinsam mit der Stone Canyon Band eine Version für das 1971er-Album Rudy the Fifth auf.
- Weird Al Yankovic fügte den Titel in das Rolling-Stones-Polka-Medley The Hot Rocks Polka ein.
- Willie Nelson und Leon Russell verwendeten das Lied für Nelsons 1985er Duett-Sammlung Half Nelson.
- Taj Mahal veröffentlichte 1999 den Titel auf seinem Album Blue Light Boogie.[16] Diese Version wurde in der TV-Serie Dr. House in der Episode Sex wird unterschätzt verwendet.[17] Nochmals verwendete Taj Mahal das Lied 1997 im Tribute-Album Paint It Blue: Songs of the Rolling Stones.
- Jerry Lee Lewis und Kid Rock präsentierten das Lied auf Lewis’ Album aus dem Jahr 2006 Last Man Standing
- Humble Pie interpretierten den Song 1973, zu finden auf dem Album Eat It.
- Albert King spielte das Lied 1971 auf seinem Album Lovejoy.
- Prince veröffentlichte 1995 eine Liveversion, die aus dem Juni 1993 stammt und nur auf der Laserdisc und Videokassette mit Titel The Undertaker zu finden ist.

## Country Honk
Country Honk ist die ursprüngliche Komposition von Honky Tonk Women. Dennoch wurde sie erst einige Monate nach der Rock-Variation auf dem Album Let It Bleed veröffentlicht.
Die Aufnahme von Country Honk erfolgte überwiegend in den Olympic Studios; Geige und alle Gesänge wurden im Elektra-Studio eingespielt. Der Produzent Glyn Johns schlug vor, dass das Geigenspiel von Byron Berline, dem Geiger der Band the Flying Burrito Brothers, auf dem Gehweg außerhalb des Studios aufgenommen werden sollte, um damit eine Live-Atmosphäre zu erzeugen. Sam Cutler, der Tourneemanager der Rolling Stones betätigte die Autohupe zu Beginn der Aufnahme. Es existieren Raubkopien, die weder das Geigenspiel noch die Slidegitarre von Taylor enthalten. Richards sagte wiederholt, dass Country Honk die Originalversion darstelle und nicht Honky Tonk Women.

### Besetzung
- Mick Jagger – Gesang
- Keith Richards – Akustische Gitarre, Begleitgesang
- Mick Taylor – Slide-Gitarre
- Charlie Watts – Schlagzeug
- Byron Berline – Geige
- Nanette Workman – Begleitgesang (aufgeführt als Nanette Newman)